# 황룡산성
황룡산성(皇龍山城)은 남포특별시 룡강군 옥도리에 있는 고구려시대의 석성이다. 둘레는 약 6.6km, 높이는 10∼11m, 밑면의 넓이는 6∼8m, 윗면의 넓이는 3.5∼4.5m이다.

## 참고 문헌
- 이 문서에는 다음커뮤니케이션(현 카카오)에서 GFDL 또는 CC-SA 라이선스로 배포한 글로벌 세계대백과사전의 내용을 기초로 작성된 글이 포함되어 있습니다.